# Tayammum

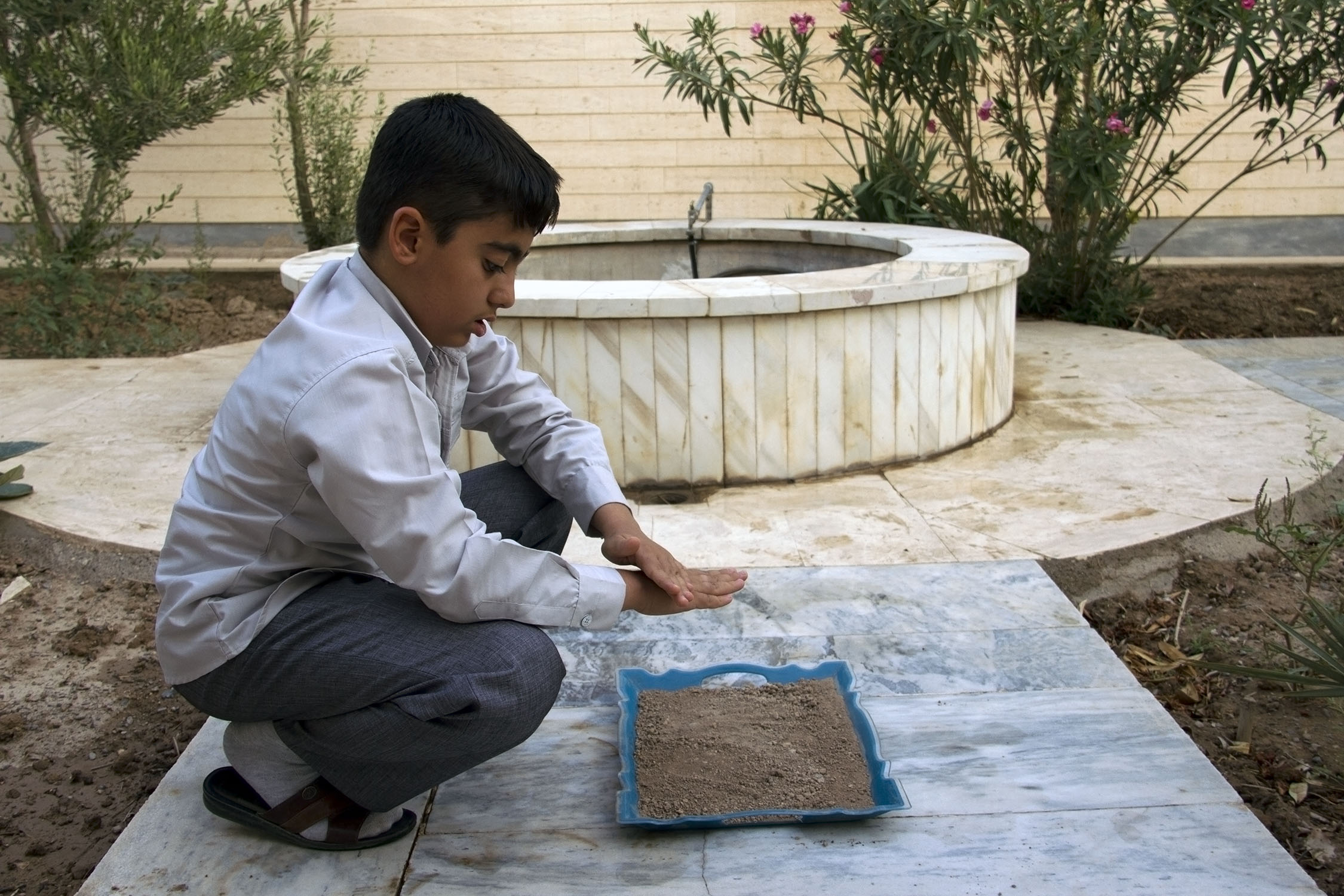
Ein Kind im Iran beim Vollzug des Tayammum

Tayammum arabisch تيمم, DMG tayammum steht als Terminus für die islamrechtliche Erlaubnis und Empfehlung, in bestimmten Fällen, die im Koran näher definiert sind, die vor den Gebeten erforderliche kleine bzw. große rituelle Waschung (Wudū' bzw. ġusl) durch die Anwendung von reinem Sand oder trockener Erde statt mit Wasser zu verrichten.

## Herkunft
Der Begriff ist ein Verbalsubstantiv und leitet sich aus dem transitiven Verb amma(hu) / taʾammama(-hu), etwas beabsichtigen, anstreben, etwas vorhaben (zu tun), durch die Ersetzung der Hamza durch ein Yāʾ als tayammama ab. Der koranische Imperativ „fa-tayammamū ṣaʿīdan ṭayyiban“ (dann sucht einen sauberen, hochgelegenen Platz auf...) bedurfte in der juristischen Literatur einer genaueren Erklärung. „Im Allgemeinen“ – so Ibn ʿAbd al-Barr, der andalusische Jurist und Kommentator des Muwaṭṭaʾ von Mālik ibn Anas – „bedeutet tayammum: die Absicht, das Streben (nach etwas)“.

## Im islamischen Rechtsdiskurs
In Kontext des islamischen Religionsrechts (Scharia) bezeichnet der Terminus tayammum speziell die Absicht, „nach einem sauberen Platz zu suchen, um dort (durch die Anwendung von etwas Erde, Sand, Staub) die rituelle Reinheit für das Gebet zu erlangen, wenn kein Wasser vorhanden ist.“ Durch Beispiele aus der altarabischen Poesie grenzt der Terminus die ursprüngliche Bedeutung des Verbs, die im Koran an einer Stelle vorkommt, von dessen juristischer Anwendung ab.
Der Rechtsgelehrte Ibn al-ʿArabī al-Maʿāfirī (* 1076 in Sevilla; † 1148 in Fès) setzt tayammum mit zwei weiteren Begriffen im Rahmen der rituellen Waschung gleich: a) mit Wuḍūʾ – gemäß Prophetenspruch:„Der saubere hochgelegene Platz (Sure 4, Vers 43 und Sure 5, 6 – siehe unten) ist die rituelle Waschung (wuḍūʾ) des Muslims selbst wenn er zehn Jahre lang kein Wasser findet“ und b) mit Reinheit (ṭahūr) gemäß Prophetenspruch: „Die Erde ist für uns als reiner Ort der Niederwerfung geschaffen worden.“

## Die koranische Anweisung

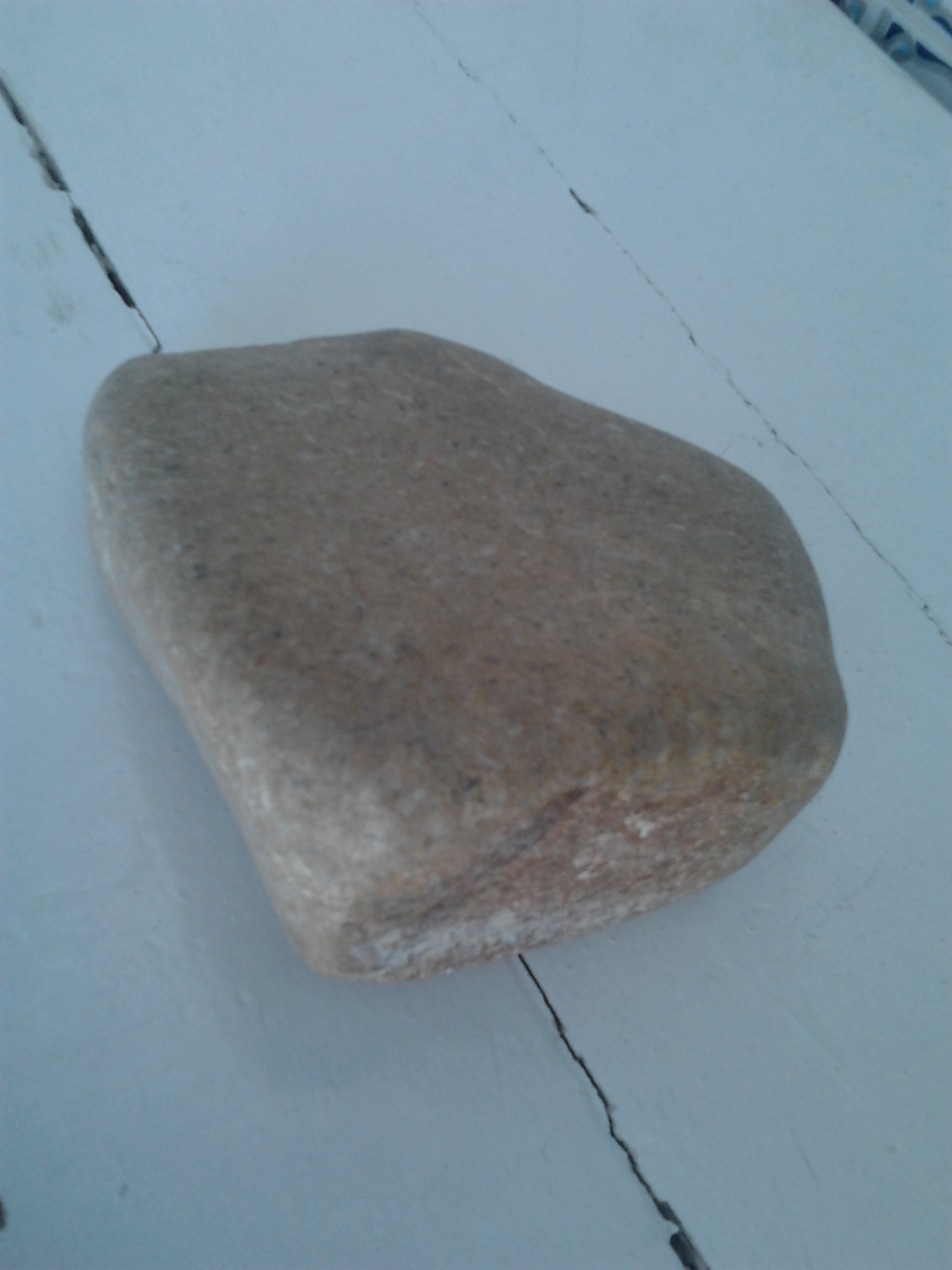
Tayammum-Stein in Monastir

Tayammum wird an zwei Stellen im Koran in fast identischem Wortlaut erlaubt, bzw. vorgeschrieben:

„Und (kommt auch) nicht unrein (zum Gebet) – es sei denn, ihr (kommt nicht eigentlich zum Gebet, sondern) geht (nur zufällig am Gebetsplatz) vorüber –, ohne euch vorher zu waschen! Und wenn ihr krank seid (und deshalb nicht die regelrechte Waschung vornehmen könnt) oder (wenn ihr euch) auf einer Reise (befindet) oder (wenn) einer von Euch vom Abort kommt oder (wenn) ihr mit Frauen in Berührung gekommen seid und kein Wasser findet (um die Waschung vorzunehmen), dann sucht euch einen sauberen (oder: geeigneten, w[örtlich] guten) hochgelegenen Platz auf und streicht euch über das Gesicht und die Hände! Gott ist bereit, Nachsicht zu üben und zu vergeben!“

Und:

„Und wenn ihr krank seid (und deshalb nicht die regelrechte Waschung vornehmen könnt) oder (wenn ihr euch) auf einer Reise (befindet) oder (wenn) einer von euch vom Abort kommt oder (wenn) ihr mit Frauen in Berührung gekommen seid und kein Wasser findet (um die Waschung vorzunehmen), dann sucht einen sauberen (oder geeigneten, w[örtlich] guten) hochgelegenen Platz auf und streicht euch (mit etwas Erde) davon über das Gesicht und die Hände! Gott will euch nichts auferlegen, was (euch) bedrückt. Vielmehr will er Euch rein machen und seine Gnade an euch vollenden. Vielleicht würdet ihr dankbar sein.“

Gemäß Koran ist in den folgenden Fällen Tayammum vorzunehmen:
- bei Krankheiten;
- auf Reisen, nach Geschlechtsverkehr und nach der Verrichtung der Notdurft, wenn kein Wasser vorhanden ist.

Beide Koranverse sind sowohl in der Koranexegese als auch in der islamischen Rechtswissenschaft durch die Aktualisierung der in der Hadithliteratur dokumentierten Aussagen und Praktiken Mohammeds und seiner Gefährten betreffs Tayammum nach verschiedenen Aspekten erläutert worden.
Die in den obigen Koranversen dokumentierte Abweichung von der vorgeschriebenen rituellen Waschung vor den Gebeten wird als eine von Gott herabgesandte Konzession und Erlaubnis (ruḫṣa / Plural: ruḫaṣ) verstanden: „Gott hat die Erlaubnis zum Tayammum herabgesandt“ (anzala llāhu ruḫṣata t-tayammum). Die Rechtskategorie von Konzession und Erlaubnis ermöglicht Abweichungen von der ritualrechtlich festgeschriebenen Rechtspraxis.

## Die ritualrechtliche Auslegung
In der Rechtslehre wird einstimmig darauf hingewiesen, dass Tayammum die rituelle Unreinheit nicht beseitigt, sondern lediglich ermöglicht, das Gebet zu verrichten.
Auch der im Koran erwähnte „saubere Platz“ wird erst in der Rechtsliteratur und der Koranexegese näher definiert und in seiner Bedeutung erweitert. Das beim Tayammum verwendete Material kann Erde, Staub, Sand, Kalk, Marmor, Kieselsteine, die Erde vom bestellten Ackerland, aber auch Gras sein. Salzhaltiges Marschenland (sabaḫa) und getrockneter, zerriebener Lehm sind ebenfalls erlaubt. Es ist jedoch umstritten, ob man Schnee bzw. Eis verwenden kann, da sie keine Produkte der reinen Erde sind. Abū ʿUbaid al-Qāsim ibn Sallām († 838–839) widmete in seinem Buch über die rituelle Reinheit, im Kitāb aṭ-ṭahūr, dieser Frage ein eigenes Kapitel und stellte fest, dass nur das geschmolzene Eiswasser zu Reinigungszwecken verwendet werden kann. Tayammum durch Asche ist dagegen nicht erlaubt, da sie ihren Ursprung nicht von der Erde, sondern vom Baum hat.
Die Rechtsschulen (maḏāhib) stimmen darin überein, dass Tayammum nur am Gesicht und an den Händen bis zum Ellenbogen vollzogen wird, unabhängig davon, ob die kleine oder die große rituelle Unreinheit (ḥadaṯ) vorliegt.
Da der Koran diese Reinigungsart nicht beschreibt, stützt man sich auf die diesbezüglichen Handlungen Mohammeds und seiner Gefährten. Ihnen zufolge vollzieht man die Reinigung als erste Bewegung durch das Streichen des Gesichts und des Bartes. Durch die zweite Bewegung streicht man sich mit der linken Hand die rechte Hand – und umgekehrt – bis zum Ellenbogen ab.
Der koranische Ausdruck „und wenn ihr krank seid...“ umfasst in der Rechtslehre auch Verletzungen und Wunden wie Pocken, die eine Notsituation (ḍarūra) für die Person darstellen.
Befürchtet der Kranke die Verschlechterung seines Zustandes durch die rituelle Reinigung mit Wasser, oder ist in seiner Bewegung eingeschränkt und findet keine Hilfe durch Dritte, wendet er Tayammum an. Nach den Ḥanafiten muss der Kranke die rituelle Waschung mit Wasser durchführen, wenn er dafür, sogar gegen Entgelt, Hilfe findet. Verwundete können bei Aussparung der Wunden die Waschung mit Wasser vollziehen. Auch dickbäuchige Personen (mabṭūn / baṭīn) können die rituelle Waschung durch Tayammum ersetzen. Diese Ansicht vertrat der Ḥadīṯ- und Rechtswissenschaftler ʿAbdallāh ibn Wahb (gest. 812) in einem seiner Rechtsgutachten. Dies gilt gemäß seiner Auskunft auch im Falle von Seekrankheit (māʾid).
Wenn Sesshafte oder Reisende bei Kälte durch die Waschung Krankheit befürchten und keine Möglichkeit haben, das Wasser aufzuwärmen, ist Tayammum zulässig. Als wegweisendes Beispiel verweisen die Rechtsgelehrten auf eine mit dem Namen des ʿAmr ibn al-ʿĀṣ verbundene Episode; er soll, so der über verschiedene Überlieferungen laufende Bericht, während des Feldzuges nach Ḏāt as-Salāsil (September 629) im Zustand der großen Unreinheit (ǧunub) in einer kalten Nacht lediglich Tayammum vollzogen und anschließend mit seiner Truppe das Morgengebet verrichtet haben. Nach seiner Rückkehr nach Medina rechtfertigte er seine Tat beim Propheten mit einem Koranzitat: „...und tötet euch nicht (gegenseitig)! Gott verfährt barmherzig mit euch...“ (Sure 4, Vers 29). Vor diesem Hintergrund wird Mālik ibn Anas die Ansicht zugeschrieben, dass Tayammum zu verrichten sei, wenn man bei Hagel und Schnee (ṯalǧ wa-barad) durch die große rituelle Waschung den Tod befürchtet. Bedenken gegen diese Tendenz hatte man spätestens im Kreis des Rechtsgelehrten al-Auzāʿī († 774), der unter den sechs tugendhaften Handlungen, die den Glauben festigen, „die vorschriftsmäßige Durchführung der rituellen Waschung am Wintertag“ anführt.
Die Problematik der rituellen Waschung in kalter Jahreszeit wirft Ibn Qudāma bereits am Anfang des Kitāb aṭ-ṭahāra in seinem al-Muġnī auf; mit Rückgriff auf einen Teil des Koranverses (Sure 2, Vers 280): „...der sich in Bedrängnis findet“ (wa-in kāna ḏū ʿusratin) zitiert er den altarabischen Dichter ar-Rabīʿ ibn Ḍabuʿ al-Fazārī (er lebte als alter Mann vielleicht noch unter den ersten Umayyaden): „wärmt mich, wenn der Winter kommt, denn der Winter zerstört den Šaiḫ“.
Diskussionen über diesen Teilaspekt führte man etwa um die gleiche Zeit auch in Gelehrtenkreisen von Mekka; die konkrete Frage von Ibn Ǧuraiǧ († 767) an seinen Lehrer ʿAṭāʾ ibn Abī Rabāḥ († 732):„hat man in der kalten Landschaft Syriens die Erlaubnis (ruḫṣa), sich nicht zu reinigen und die rituelle Waschung (wuḍūʾ) nicht durchzuführen?“ Die Frage ist kategorisch verneint worden. Eine inhaltlich vergleichbare Rechtsfrage wird unter Berufung auf den koranischen Imperativ:„Und wenn ihr unrein seid, dann nehmt eine (entsprechende) Reinigung vor!“ (Teil von Sure 5, Vers 6) ebenfalls verneint.
Findet der Reisende kein Wasser oder nur eine ungenügende Menge davon, darf er Tayammum anwenden. Bei den Schafiiten und Hanbaliten beginnt der Reisende im letzteren Fall die rituellen Waschung mit dem vorhandenen Wasser und schließt sie mit Tayammum ab. Dabei berufen sich diese Rechtsschulen auf den bei al-Buchārī verzeichneten Prophetenspruch: „ist euch etwas befohlen worden, so erfüllt es, wie ihr dazu fähig seid“. Sollte sich Wasser an einem entlegenen Ort befinden, dessen Erreichung aber nur mit Gefahren verbunden wäre, ist Tayammum zu vollziehen. In anderen Fällen ist die Wasserstelle aufzusuchen, die, je nach Rechtsschule, in einer Entfernung von einer Meile, vier Tausend Schritten oder in der Entfernung eines Pfeilschusses liegen kann. In der Rechtslehre wird auch der Kauf von Wasser zu Reinigungszwecken zu einem erschwinglichen Preis empfohlen. Bei der Furcht vor dem Dursttod auf Reisen ist dagegen Tayammum anzuwenden, um das vorhandene Wasser aufzuheben und dadurch Leben zu retten; hierbei aktualisiert die Rechtslehre den bereits oben zitierten Koranvers: „...und tötet euch nicht (gegenseitig)! Gott verfährt barmherzig mit euch“ (Sure 4, Vers 29). Diese Rechtsansicht vertraten neben al-Ḥasan al-Baṣrī († 728) auch andere Gelehrte des späten 7. und frühen 8. Jahrhunderts. Auf Schiffsreisen ist die Anwendung von Meerwasser zulässig, um das mitgeführte, durststillende Süßwasser aufzuheben. Die Rechtslehre stützt sich hierbei auf entsprechende Rechtsdirektiven des Propheten, die Abū Dāwūd, an-Nasāʾī und at-Tirmiḏī in ihren jeweiligen Traditionssammlungen überliefern, worauf Ibn Qudāma im al-Muġnī, in seinem groß angelegten Kommentar zur ḥanbalitischen Darstellung des Rechts, zum Muḫtaṣar fī l-fiqh von al-Ḫiraqī († 945), mit seinen weiteren Erläuterungen hinweist.
Auch der Sesshafte vollzieht Tayammum, wenn kein Wasser vorhanden ist. Es herrscht allerdings Lehrdifferenz zwischen den Rechtsschulen darüber, ob ein Gebet, dem nur Tayammum vorausging, wiederholt werden muss. Nach den Ḥanafiten, Malikiten und Hanbaliten besteht keine Pflicht, das Gebet zu wiederholen. Für die Schafiiten erklärt der Rechtsgelehrte an-Nawawī, dass Tayammum erst nach erfolgloser Suche nach Wasser gestattet ist, ein Standpunkt, der innerhalb der schafiitischen Schule umstritten ist. Es ist ritualrechtlich ebenfalls umstritten, ob nach dem Tayammum nur ein oder mehrere darauf folgende Gebete verrichtet werden dürfen. Als Sunna gilt, dass Tayammum nur für ein Gebet Geltung hat, und beim nächsten Gebet – falls weiterhin kein Wasser vorhanden ist – es wiederholt werden muss. Bereits Abdarrazzāq aṣ-Ṣanʿānī († 827) hat die kontroversen Lehrmeinungen über diese Frage nach älteren Quellen zusammengetragen.
Der Sesshafte vollzieht Tayammum, wenn er während der Suche nach Wasser befürchtet, dass der gesetzlich festgelegte Termin des Gebets zu Ende geht. Nach mālikitischer Lehre hat er aber das Gebet zu wiederholen, wenn er anschließend Wasser findet. Man begründet dies mit dem Argument, dass die koranische Erlaubnis des Tayammum ursprünglich nur auf Kranke und Reisende, wenn letztere kein Wasser finden, zu beziehen ist. Gebete, die keinen Fard-Charakter haben wie das Totengebet, Regengebet, das Gebet zur Mond- und Sonnenfinsternis, können nach Tayammum verrichten werden, wenn kein Wasser vorhanden ist, oder wenn man durch die rituelle Waschung das Ereignis verpassen würde.
Der Koranexeget und Rechtsgelehrte Muḥammad ibn Aḥmad ibn Abī Bakr († 1273 in Oberägypten) aus Córdoba erörtert den „Tayammumvers“ (āyat at-tayammum) in seinem groß angelegten al-Ǧāmiʿ li-aḥkām al-Qurʾān auf fünfundvierzig Seiten. Den Grund für die unter den Rechtsgelehrten herrschende Lehrdifferenz, die er im Einzelnen darstellt, sieht er in ihrem kontroversen Verständnis des betreffenden Koranverses. Sein Vorgänger, der eingangs genannte Ibn al-ʿArabī al-Maʿāfirī, erfuhr auf seinen Reisen, dass seine Kollegen im islamischen Osten über achthundert Rechtsfragen betreffs Tayammum gesammelt haben sollen. Er selbst fasst die Rechtsproblematik des Tayammum in seinem Muwaṭṭaʾ-Kommentar al-Masālik fī šarḥ Muwaṭṭaʾ Mālik in fünfzehn Fragen (masʾala) auf siebzehn Seiten zusammen.